# Gregovce
Gregovce – wieś w Słowenii, w gminie Brežice. W 2018 roku liczyła 55 mieszkańców.